# Juchitán, Guerrero
Juchitan (phát âm tiếng Tây Ban Nha: [xutʃiˈtan]) là thành phố thủ phủ khu đô thị tự trị Juchitán, bang Guerrero, México, nằm trong khu vực Costa Chica của bang.
Trong điều tra dân số INEGI năm 2005, thành phố có 2.944 người, so với 6.240 dân toàn khu đô thị.